# 纳米复合物
纳米复合物是一种多相固态材料，其中一个相态至少有一边的尺寸小于100纳米. 纳米复合物通常是由因结构和化学性质不同而具有不同性质的一个基质与一个纳米级增强相组合而成。
纳米复合物的力学性质与传统的复合材料不同，因为纳米复合物的增强相具有很高的面积/体积比与长宽比。增强相一般是以颗粒状（矿物），层状（粘土）或者纤维状（碳纳米管）形态存在的。基质与增强相的界面面积非常大，通常比传统复合材料大一个数量级。大的界面面积意味着很少量的增强相可以对复合物整体的宏观性质产生影响。例如，复合材料中加入的碳纳米管可以增强电导率和热导率。加入其他纳米颗粒则可能改善材料的光学性质，介电性质，耐火性或者力学性质。
通常来说，纳米级增强相是在复合物的混合制造过程中被加入并扩散到基质中的。加入的纳米颗粒的质量比一般很低（介于0.5到5%），因为他们的渗透阈很小。这种情况经常发生在长宽比很大的非球状纳米颗粒上（例如层状的粘土，或者纤维状的碳纳米管）。
纳米复合物可以根据基质的成分分为几种类型。
- 高分子基质的纳米复合物
- 陶瓷基质的纳米复合物
- 金属基质的纳米复合物

## 参阅
- 高分子混合物
- 高分子纳米复合物

## 延伸阅读
- Kumar, Sanat K.; Krishnamoorti, Ramanan. . Annual Review of Chemical and Biomolecular Engineering (Annual Reviews). 2010-06-15, 1 (1): 37–58. ISSN 1947-5438. doi:10.1146/annurev-chembioeng-073009-100856.